# Herzbroich
Herzbroich (sprich: Herzbrooch) und Herrenshoff sind nordwestliche Ortsteile von Korschenbroich im nordrhein-westfälischen Rhein-Kreis Neuss. Der Ort verfügt über einen Kindergarten und eine Grundschule. Die katholische Gemeinde heißt Herz-Jesu Herrenshoff.
Am westlichen Ortsausgang Richtung Mönchengladbach liegen ein Baggersee, ein Golfplatz und Schloss Myllendonk.
Die nächste Anschlussstelle ist Mönchengladbach-Ost auf der A 44. Die nächste Bahnstation ist Korschenbroich an der S-Bahn-Linie S 8 der S-Bahn Rhein-Ruhr (Mönchengladbach–Hagen).

## Weblink
- Artikel über die Grundwassersenkung in Herzbroich und Herrenshoff

Koordinaten: 51° 12′ N, 6° 30′ O